# Vojvodski prestol
Vojvodski prestol je kamniti prestol z dvema sedežema. Stoji na Gosposvetskem polju pri kraju Gospa Sveta (nemško Maria Saal) na avstrijskem Koroškem.
Prestol je imel pomembno vlogo v tretjem delu obreda ustoličevanja koroških vojvod, saj je na njem novi vojvoda potrdil fevde vazalom. S sedeža na hrbtni strani je delil fevde koroški palatinski grof. Slednji je imel hrbtno naslonjalo na zahodu, vojvoda pa na vzhodu.
Vojvodski stol je bil domnevno narejen v 9. stoletju. Sestavljen je iz kamnitih plošč, ki so bile izkopane iz bližnjih rimskih razvalin Virunuma, nekoč glavnega mesta rimske province Norik.
Prestol je okrog 10 km oddaljen od Celovca (cesta proti kraju Šentvid ob Glini (nemško St. Veit an der Glan).